# Superman
Superman es un superhéroe perteneciente al grupo de cómics estadounidenses publicados por DC Comics. El personaje fue creado por el escritor estadounidense Jerry Siegel y el artista canadiense Joe Shuster, y debutó en el cómic Action Comics #1 el 18 de abril de 1938 (aunque la portada lo data de junio de 1938), cuando ambos se encontraban viviendo en Cleveland, Ohio. Superman ha sido adaptado a varios otros medios, que incluyen seriales de radio, novelas, películas, programas de televisión, teatro y videojuegos.
Superman nació en el planeta ficticio Krypton y recibió el nombre de nacimiento Kal-El. Cuando era un bebé, sus padres, el científico Jor-El y su esposa Lara Lor-Van, lo enviaron a la Tierra en una pequeña nave espacial momentos antes de que Krypton fuera destruido en un cataclismo natural. Su nave aterrizó en el campo estadounidense, cerca de la ciudad ficticia de Smallville. Fue encontrado y adoptado por los agricultores Jonathan y Martha Kent, quienes lo llamaron Clark Kent. Clark desarrolló varias habilidades sobrehumanas, como una fuerza increíble y una piel impermeable. Sus padres adoptivos le aconsejaron que usara sus habilidades en beneficio de la humanidad y decidió luchar contra el crimen como un justiciero. Para proteger su privacidad, se pone un traje colorido y usa el alias "Superman" cuando lucha contra el crimen. Aunque denominado, algunas veces, de manera poco halagadora, como «el gran Boy Scout azul» por otros superhéroes, Superman también es conocido como «El Hombre de Acero», «El Hombre del Mañana» y «El Último Hijo de Krypton» por el público general de los cómics. Bajo la identidad de Clark Kent, Superman vive en medio de los humanos como un «tímido reportero» del diario Daily Planet de Metrópolis. Ahí trabaja junto a la reportera Lois Lane, con la cual ha sido vinculado románticamente. Junto con el fotógrafo Jimmy Olsen y el editor en jefe Perry White. Superman tiene una extensa galería de villanos como Brainiac, General Zod y su archienemigo Lex Luthor.
Posterior a ello habría de aparecer en varios seriales de radio, programas de televisión, películas, tiras periódicas y videojuegos. Con el éxito de sus aventuras, este personaje definió al superhéroe y estableció su primacía dentro del cómic estadounidense. Su apariencia del personaje es distintiva y se volvió icónica: un traje azul y rojo, con una capa y un emblema con una letra “S” estilizada en su pecho, el cual se ha convertido en un símbolo del personaje. DC Comics/Warner Bros. expandió lentamente el reparto de personajes secundarios, poderes y símbolos de Superman a través de los años. Se modificó su pasado para permitir sus aventuras como Superboy y se crearon otros supervivientes de Krypton, incluyendo a Supergirl y Krypto, el Superperro. Además, Superman fue licenciado y adaptado a una gran variedad de medios, desde la radio a la televisión y el cine. En este último se dio la que quizás sea su interpretación más notable: Christopher Reeve tanto en Superman: la película (1978) como en su secuela Superman II (1981), películas de Richard Donner que recibieron la aclamación unánime de la crítica y se volvieron las películas más exitosas de Warner Bros. en su momento. No obstante, las dos siguientes secuelas, Superman III y Superman IV: The Quest for Peace no tuvieron tanto éxito a nivel de recaudación. Brandon Routh es interpretado en la película Superman Returns, que fue estrenada en 2006, fue poco exitosa dentro de los Estados Unidos, pero en el resto del mundo sobrepasó las expectativas iniciales de sus creadores. Henry Cavill lo interpreta en las películas del Universo extendido de DC El hombre de acero (2013), Batman v Superman: Dawn of Justice (2016), Liga de la Justicia (2017), en la versión de Liga de la Justicia de Zack Snyder (2021) y en un cameo final de Black Adam (2022). En diciembre de 2022, Cavill anunció que dejaba de interpretar a Superman. David Corenswet es quien interpreta al personaje desde la primera película del DCU, Superman (2025).

## Trama principal
Sus creadores lo vendieron a Detective Comics, Inc. en 1938 por 130 dólares. La fecha de publicación del primer cómic, en Action Comics #1 fue el 18 de abril de 1938.
Desde el debut de Superman han transcurrido más de siete décadas, durante las cuales el personaje ha sido recreado y renovado en múltiples ocasiones. Una modificación mayor y significativa ocurrió en 1986, cuando el autor John Byrne modernizó y realizó un masivo retcon al personaje, reduciendo los poderes de Superman y eliminando varios personajes del canon, en una estrategia que atrajo mucha atención de los medios. Volvió a aparecer en la prensa en la década de 1990, cuando DC Comics publicó La muerte de Superman, una historia en la que el personaje falleció y luego revivió.
Superman ha resultado fascinante para los académicos y tanto tesistas culturales como comentaristas y críticos han explorado el impacto del personaje y su rol en los Estados Unidos y en el resto del mundo. Umberto Eco discutió las cualidades mitológicas del personaje a inicios de los años 1960 y Larry Niven escribió sobre las características de una hipotética relación sexual entre el personaje y Lois Lane.
La propiedad del personaje ha sido frecuentemente un objeto de disputa; Siegel y Shuster entablaron demandas en dos ocasiones para recuperar su posesión legal. Los derechos del personaje se encuentran de nuevo en discusión, debido a que los cambios a la ley de derechos de reproducción les permitieron a la esposa y a la hija de Siegel alegar por una parte de los derechos, algo que la compañía dueña de DC, Warner Bros., disputa.

## Historia de su publicación

### Creación

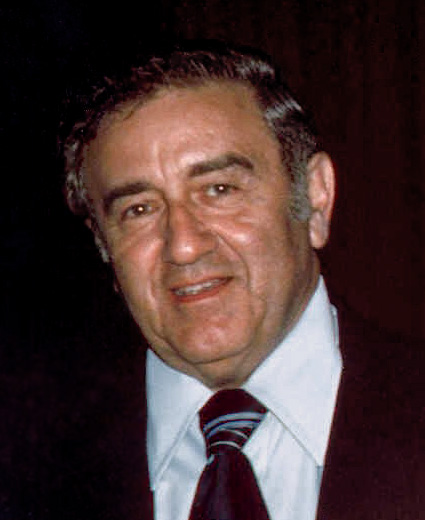
Jerry Siegel (en la fotografía), creador de Superman en conjunto con Joe Shuster.

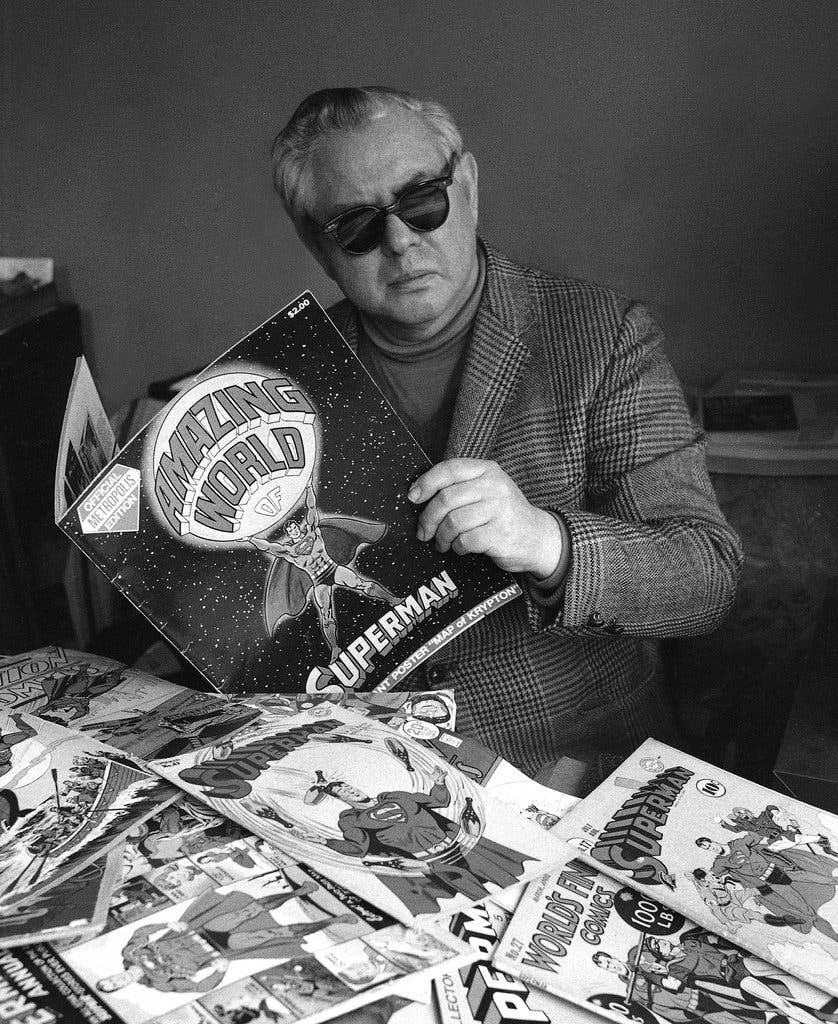
Joe Shuster (en la fotografía), creador de Superman en conjunto con Jerry Siegel.

Jerry Siegel y Joe Shuster usaron por primera vez el término Superman en un cuento llamado «The Reign of the Super-Man» («El reinado del superhombre»), incluido en el tercer número de Science Fiction, fanzine de ciencia ficción que Siegel publicó en 1933. En él aparecía como un villano calvo con poderes telepáticos, empeñado en dominar el mundo entero. Siegel reescribió el personaje en 1933, transformándolo en un héroe con escaso o nulo parecido con el villano inicial; el héroe fue modelado a partir del actor Douglas Fairbanks y su alter ego, Clark Kent, de Harold Lloyd.

A partir de entonces, Jerry Siegel y Shuster buscaron durante seis años una editorial que publicara The Superman. Se lo ofrecieron a Consolidated Book Publishing, editorial que había publicado un comic book de 48 páginas en blanco y negro titulado Detective Dan: Secret Operative No. 48. Aunque les respondieron con una carta alentadora, Consolidated Book Publishing no volvió a publicar comic books. Shuster lo tomó a pecho y quemó todas las páginas de la historia, exceptuando la portada, que Siegel logró rescatar del fuego. Tanto Siegel como Shuster compararon a este personaje con Slam Bradley, un aventurero que crearon para el primer número de Detective Comics, en 1939.
Siegel contactó otros artistas, como Tony Strobl, Mel Graff y Russel Keaton, para que colaboraran en la historieta, porque sentía que «con Joe, Superman no iba a ningún lado», de acuerdo a lo documentado por el escritor Gerard Jones.
Las ilustraciones hechas por Keaton, basadas en los nuevos guiones de Siegel, muestran cómo evolucionó el concepto: Superman ahora era enviado al pasado como bebé por el último hombre en la Tierra, donde es encontrado y criado por Sam y Molly Kent.
Sin embargo, Keaton no continuó con la colaboración, por lo que Siegel y Shuster volvieron a trabajar en conjunto.
Los creadores redefinieron el personaje, que se volvió más parecido a un héroe de la tradición mitológica, inspirado en personajes como Sansón y Hércules, quien enmendaría los males de los tiempos de Siegel y Shuster, luchando por la justicia social y contra la tiranía. El disfraz apareció en esta etapa y Siegel recordaba que crearon «algo como un disfraz, y vamos a darle una gran S en el pecho, y una capa, y a hacerlo lo más colorido y distintivo que podamos». El diseño se basó en parte en los trajes de personajes de ambientes espaciales que aparecían en las revistas de pulp y en historietas como Flash Gordon, como también en la tradicional indumentaria del forzudo de circo.
Sin embargo, la capa es muy diferente a la prenda de la típica tradición victoriana. Gary Engle la describió en Superman at Fifty: The Persistence of a Legend como «sin precedente en la cultura popular». La malla y los calzones sobre ella, propios de los artistas circenses, se establecieron pronto como la base de la vestimenta de muchos de los futuros superhéroes. Esta tercera versión del personaje fue dotada con habilidades extraordinarias, aunque de naturaleza física, en contraposición de las habilidades mentales del Superman malvado.
Shuster declaró en 1983 que tanto los nombres de las localidades como la identidad civil de Superman se inspiraron en el cine. «Jerry creó todos los nombres. Éramos grandes fanáticos del cine y nos inspiramos mucho en los actores y actrices que veíamos. En cuanto a Clark Kent, combinó los nombres de Clark Gable y Kent Taylor. Y Metrópolis, la ciudad que era su base de operaciones, viene de la película de Fritz Lang [Metrópolis, 1927], que a ambos nos gustaba».
Aunque entonces le vendían material a los editores de comic books —en particular a National Allied Publishing, editorial de Malcolm Wheeler-Nicholson—, decidieron publicar su personaje en un formato de tira cómica en vez del formato de historia más largo, propio de los comic book, que se estaban estableciendo en ese tiempo. Se lo ofrecieron a Max Gaines —quien lo rechazó— y a United Feature Syndicate, quienes expresaron interés inicialmente, pero terminaron por rechazar la tira en una carta fechada el 18 de febrero de 1937. Sin embargo, en lo que el historiador Les Daniels describe como «un increíblemente complicado giro de eventos», Max Gaines terminó por establecer la tira como la principal atracción de la nueva publicación de Wheeler-Nicholson: Action Comics. Vin Sullivan, editor de la nueva publicación, les escribió a Siegel y Shuster solicitando que las tiras cómicas debían adaptarse al formato de comic book, específicamente a ocho viñetas por página. Sin embargo, Siegel y Shuster decidieron ignorar este último requerimiento, usando en vez de ese formato su propia experiencia e ideas para crear la distribución de las viñetas e incluso Siegel eligió la viñeta que sería usada en la cubierta de Action Comics 1, la primera aparición de Superman.
Siegel pudo haberse inspirado para crear el personaje de Superman por la muerte de su padre. Mitchell Siegel fue un inmigrante que tenía una tienda de ropa en el barrio de Lower East Side, en Nueva York. Murió durante un intento de asalto en 1932, un año antes de la creación de Superman. Aunque Siegel nunca mencionó la muerte de su padre en entrevistas, tanto Gerard Jones como Brad Meltzer creen que debe haberlo afectado. «Tiene que haber tenido un efecto» dijo Jones. «Hay una conexión ahí: la pérdida de un padre como el origen de Superman». Meltzer planteó: «tu padre muere en un asalto y tú inventas un hombre a prueba de balas que se convierte en el mayor héroe del mundo. Lo siento, pero hay una historia ahí».

### Publicación
La primera aparición del superhéroe fue en 1938, en Action Comics 1; al año siguiente se lanzó la revista Superman. El primer número de Superman contenía aventuras que ya habían sido publicadas en Action Comics, pero a pesar de esto, alcanzó un mayor número de ventas. Ese mismo año, fue publicada New York World's Fair Comics, que en el verano de 1942 se transformó en World's Finest Comics. En All Star Comics 7, Superman hizo la primera de sus infrecuentes apariciones en calidad de miembro honorario de la Sociedad de la Justicia de América.

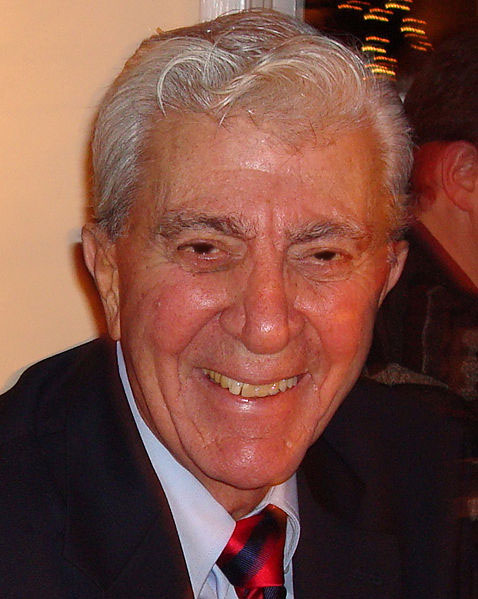
Al Plastino, uno de los dibujantes más prolíficos de Superman en la Edad de Oro y Plata.

Al principio, Jerry Siegel y Joe Shuster producían todas las historias e ilustraciones para las tiras que se publicaban. Sin embargo, la vista de Shuster se comenzó a deteriorar y, con el aumento de las apariciones del personaje, aumentó la carga de trabajo. Por estas razones debió crear un estudio que lo ayudara con el arte, aunque insistió en dibujar personalmente el rostro de cada Superman producido. Aparte del estudio de Shuster, otros artistas empezaron a contribuir, como Jack Burnley, quien suministró portadas e historias a partir de 1940, y Fred Ray, que desde 1941 creó una serie de portadas, algunas de las cuales alcanzaron el estatus de icono y fueron replicadas muchas veces, como la de Superman 14. Wayne Boring, que en un principio trabajaba en el estudio de Shuster, comenzó a trabajar para DC Comics en forma independiente en 1942, creando páginas tanto para Superman como para Action Comics. A Al Plastino, aunque había sido contratado para copiar a Wayne Boring, se le permitió crear su propio estilo, y se convirtió en uno de los artistas de Superman más prolíficos durante las «Edades de Oro y Plata» de los comics books.
La escritura de los guiones también se compartió. A finales de 1939, después de la partida de Vin Sullivan, un nuevo equipo editorial compuesto por Whitney Ellsworth, Mort Weisinger y Jack Schiff tomó el control de las aventuras de los personajes y contrataron como guionistas a escritores de ciencia ficción de reconocido prestigio como Edmond Hamilton, Manly Wade Wellman y Alfred Bester. En algunos países de Europa, como la Alemania nazi, se prohibió su publicación y en otros, como España, se le cambió el nombre por Ciclón.
En 1943, Jerry Siegel fue llamado a enlistarse en el ejército y sus contribuciones disminuyeron en gran medida. Don Cameron y Alvin Schwarts se unieron al equipo de guionistas, con Schwartz trabajando en conjunto con Boring en la tira cómica de Superman, que había sido iniciada por Siegel y Shuster en 1939.
En 1945, apareció por primera vez el personaje de Superboy en More Fun Comics 101. En 1946, se comenzó a publicar en Adventure Comics y en 1949, se lanzó su revista homónima. Le siguieron otros títulos relacionados con Superman, como Superman's Pal Jimmy Olsen (Jimmy Olsen, el amigo de Superman, 1954) y Superman's Girl Friend, Lois Lane (Lois Lane, la novia de Superman, 1958). En 1974, todas estas publicaciones se fundieron en una sola: The Superman Family, que se editó hasta 1982. DC Comics Presents se publicó entre 1978 y 1986, abordando misiones en equipo entre Superman y una amplia variedad de otros personajes del universo DC.
En 1986, se reestructuró el universo de DC comics en las miniseries Crisis on Infinite Earths. En este contexto se publicó Whatever Happened to the Man of Tomorrow, una historia de dos partes, escrita por Alan Moore e ilustrada por Curt Swan, George Pérez y Kurt Schaffenberger.
Se publicó en Superman 423 y Action Comics 583 y, de acuerdo a Les Daniels, presentó «la sensación de pérdida que los fans hubieran sufrido si éste fuera, en realidad, el último cuento de Superman».

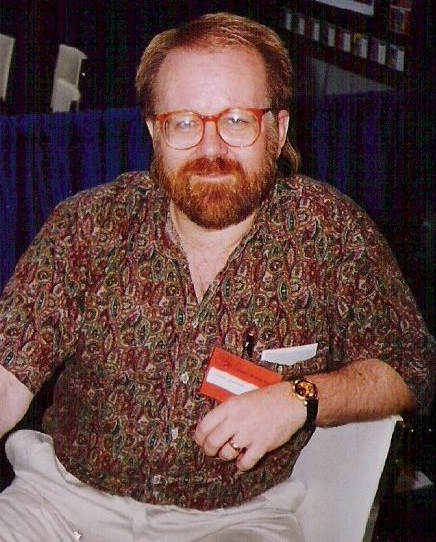
John Byrne, escritor que relanzó a Superman en la Era Moderna.

John Byrne relanzó Superman en 1986, inicialmente en la serie limitada The Man of Steel. En el mismo año, se canceló World's Finest Comics y la revista Superman pasó a llamarse Adventures of Superman. En 1987, se comenzó a editar un segundo volumen de Superman, que duró hasta ser cancelado en 2006 y Adventures of Superman vuelve a ser Superman a secas. Superman: The Man of Steel fue lanzada en 1991, mientras que la publicación trimestral Superman: The Man of Tomorrow duró entre 1995 y 1999. En 2003, aparecieron Superman/Batman y la serie limitada Superman: Birthright; en 2005 y 2006, All Star Superman y Superman Confidential, respectivamente. Además, el personaje apareció en el cómic basado en la serie animada Superman Adventures (1996-2002) y en las publicaciones de la Liga de la Justicia, Justice League Adventures, Justice League Unlimited y The Legion of Super-Heroes In The 31st Century, estas dos últimas canceladas en 2008.
Al año 2009, Superman se publica regularmente en Superman, Action Comics, Superman/Batman y Justice League of America, mientras que es personaje invitado en otras series y suele ser crucial en los crossover ficcionales del universo DC.

### Publicación en español
Gran parte del material de la serie fue publicada en español por la editorial mexicana Novaro entre 1952 y 1985, y en menor medida por otras editoriales, como la argentina Editorial Muchnik que produjo La Revista del Superhombre entre 1950 y 1960, o por la española Ediciones Zinco entre 1984 y 1997. Actualmente, Editorial Televisa edita este material en México y ECC Ediciones en España.

### Influencias
La Gran Depresión fue uno de los factores que influyó en las primeras historias de Superman. La perspectiva de Shuster y Siegel, con tendencias izquierdistas, se refleja en los primeros argumentos, donde Superman toma un rol de activista social, que lucha contra empresarios y políticos deshonestos y demuele conventillos ruinosos. Roger Sabin, estudioso de los cómics, lo ve como un reflejo del «idealismo liberal del New Deal de Franklin D. Roosevelt». En los programas de radio de Superman posteriores, el superhéroe continuó tocando temas sociales como en una emisión de 1946, cuando se enfrentó a una versión del Ku Klux Klan.

También se menciona como influencia del trabajo de Shuster y Siegel su condición de hijos de inmigrantes judíos; de acuerdo a Timothy Aaron Pevey, ellos crearon «una figura inmigrante cuyo deseo era ajustarse en la cultura estadounidense como un estadounidense», concepto que Pevey cree que aprovecha un importante aspecto de la identidad norteamericana.
Siegel señaló que los héroes míticos de las tradiciones de muchas culturas influyeron sobre el personaje, incluyendo a Hércules y Sansón. Scott Bukatman ve al personaje como un «digno sucesor de Lindbergh... [y] también... como Babe Ruth», y que además es representativo de la dedicación de los Estados Unidos al «progreso y lo nuevo» a través de su «cuerpo invulnerable... donde la historia no puede ser inscrita».
Adicionalmente, dado que Siegel y Shuster eran fanáticos reconocidos de las revistas pulp de ciencia ficción, se ha sugerido que otra influencia pudo ser Hugo Danner, personaje principal de Gladiator, novela de 1930 de Philip Wylie, y que poseía los mismos poderes del Superman inicial.
Jim Steranko, historiador y creador de cómics, cita al héroe de pulp llamado Doc Savage como otra probable fuente de inspiración, ya que encuentra similitudes entre los primeros diseños de Shuster y los avisos publicitarios de Savage de la misma época: «Al principio Superman era una variante del peso pesado del pulp Doc Savage».
Steranko argumentó que las revistas de pulp jugaron un rol importante en la formación del concepto inicial: «El concepto de Siegel de Superman personificaba y amalgamaba tres temas separados y distintos entre sí: el visitante de otro planeta, el superhumano y la doble identidad. Compuso el carisma de Superman explotando los tres elementos y los tres contribuyeron de igual manera en el eventual éxito de la tira. Su inspiración, por supuesto, vino de las revistas pulp de ciencia ficción». Steranko también identifica como probable influencia de Siegel y Shuster a las historias de Aarn Munro, escritas por John W. Campbell, que tratan sobre un descendiente de terrícolas criado en Júpiter que, debido a la mayor gravedad del planeta, es un superhombre en la Tierra, tanto de mente como de cuerpo.
Como Siegel y Shuster eran judíos, algunos comentaristas religiosos y académicos especializados en la cultura popular, tales como el rabí Simcha Weinstein y el novelista británico Howard Jacobson, sugieren que la creación de Superman fue influenciada en parte por la figura de Moisés y otros elementos judíos. El nombre kryptoniano de Superman, Kal-El, se parece a las palabras hebreas קל-אל, que se pueden interpretar como «voz de Dios».

El sufijo «el» —que significa de Dios— también se encuentra en los nombres de ángeles, como Gabriel, quienes son agentes del bien con aspecto humanoide, que pueden volar y poseen poderes sobrehumanos.
Las leyendas judías del golem también se citaron como dignas de comparación; un golem es un ser mítico creado para proteger y servir a los judíos que eran perseguidos en el siglo XVI en Praga y cuyo concepto revivió en la cultura popular como referencia a su sufrimiento a manos de los nazis en Europa durante las décadas de 1930 y 1940. Además, Superman es visto frecuentemente como una analogía de Jesús, por ser un salvador de la humanidad.

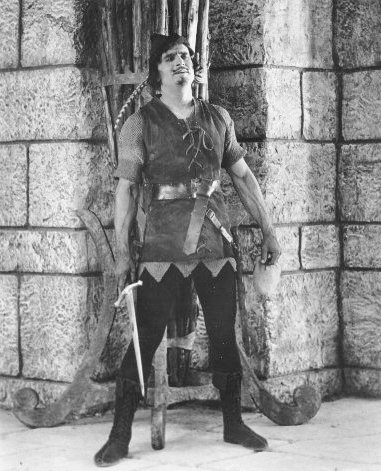
Douglas Fairbanks en la película Robín de los bosques de 1922. Shuster declaró que se basó en escenas de dicha película para las posturas de Superman.

Aunque el término superman o superhombre fue acuñado por Friedrich Nietzsche, no está claro cuán influyente fue el filósofo alemán y sus ideales sobre Siegel y Shuster. Les Daniels especula que «Siegel tomó el término de otros escritores de ciencia ficción quienes lo habían usado de manera informal», comentando además que «su concepto lo recuerdan cientos de millones que puede que apenas sepan quién es Nietzsche». Otros autores argumentan que Siegel y Shuster «no pueden haber ignorado la idea que dominaría el nacionalsocialismo de Hitler. El concepto fue, ciertamente, bien discutido».
Sin embargo, Jacobson y otros señalan que, en muchos aspectos, Superman y el Übermensch son polos opuestos. Nietzsche imaginó el Übermensch como un hombre que ha trascendido las limitaciones de la sociedad, de la religión y de la moral convencional, mientras aún es fundamentalmente humano. Superman, en cambio, un alienígena dotado de increíbles poderes, elige honrar los códigos morales y sociales humanos. El hombre perfecto de Nietzsche está más allá de los códigos morales; el hombre perfecto de Siegel y Shuster se restringe a sí mismo con un alto nivel de adherencia a esos mismos códigos.
Los mismos creadores de Superman analizaron los distintos factores que influyeron sobre el personaje. Ambos eran ávidos lectores y su mutuo amor por la ciencia ficción ayudó a conducir su amistad. Siegel citó como influencia a las historias de John Carter: «Carter era capaz de saltar largas distancias porque el planeta Marte era más pequeño que la Tierra; y tenía una gran fuerza. Imaginé a Krypton como un gran planeta, mucho más grande que la Tierra». Ambos, además, eran ávidos coleccionistas de tiras cómicas en su juventud —que recortaban del periódico— con el «Pequeño Nemo» (Little Nemo) de Winsor McCay encendiendo sus imaginaciones con su sentido de la fantasía. Shuster señaló a los artistas que jugaron un papel importante en el desarrollo de su propio estilo y que también fueron una gran influencia: «Alex Raymod y Burne Hogarth eran mis ídolos —también Milt Caniff, Harold Foster y Roy Crane—. Pero el cine fue la mayor influencia en nuestra imaginación: en especial, las películas de Douglas Fairbanks Senior».
El papel de Fairbanks como Robin Hood fue, de hecho, un referente para Superman, ya que Shuster admitió que basó la postura de Superman en escenas de la película. El cine también influenció la narrativa y la distribución de las viñetas en la página, mientras que la ciudad de Metrópolis se llama así en honor a la película homónima de Fritz Lang.

### Problemas de copyright
Como parte del trato que permitió la publicación de Superman en Action Comics, Siegel y Shuster le vendieron los derechos a la compañía a cambio de USD 130 y un contrato para suministrarle material al editor.

The Saturday Evening Post, en un reportaje de 1940, reveló que la pareja de creadores recibía USD 75 000 anuales, una fracción de los millones de dólares de utilidad que le dejaba Superman a National Comics Publications. Siegel y Shuster renegociaron el acuerdo, pero los rencores persistieron y en 1947, los creadores entablaron una demanda para que el contrato de 1938 se declarara nulo y que se les restablecieran los derechos de la propiedad intelectual de Superman. El mismo año, demandaron a National por los derechos de Superboy, asegurando que era una creación independiente que National había publicado sin autorización. National los despidió de inmediato y quitó sus créditos de las historias, provocando una batalla legal que terminó en 1948, cuando una corte de Nueva York dictaminó que el contrato de 1938 debía mantenerse.
Por otra parte, el dictamen del juez J. Addison Young les otorgó los derechos de Superboy. Un mes después de esta resolución, las partes llegaron a acuerdo. National Comics les pagó USD 94 000 a cambio de abandonar las reclamaciones. Siegel y Shuster también reconocieron por escrito que la compañía poseía Superman, incluyendo los derechos para «todas las otras formas de reproducción y presentación, ya sea las que existen hoy o las que fuesen a ser creadas en el futuro», pero DC se negó a volver a contratarlos.
En 1973, Siegel y Shuster iniciaron un nuevo pleito reclamando la propiedad de Superman, pero esta vez la demanda se basó en la Ley sobre Copyright de 1909, la que garantizaba los derechos de reproducción durante 28 años con la posibilidad de renovarlos por otros 28 años más. Su argumento planteaba que ellos habían cedido el copyright a DC por solo 28 años. Perdieron este juicio en dos instancias: en un dictamen de una corte de distrito el 18 de octubre de 1973 y en la corte de apelaciones, el 5 de diciembre de 1974.
En 1975, después de reportajes acerca de la paupérrima calidad de vida que llevaban, Warner Communications otorgó a Siegel y a Shuster pensiones vitalicias de USD 20 000 anuales y beneficios de salud. Jay Emmett, quien era entonces vicepresidente ejecutivo de Warner Bros., fue citado en el New York Times declarando que «no existe obligación legal, pero definitivamente siento que hay una obligación moral por nuestra parte». Heidi MacDonald, escribiendo para Publisher's Weekly, señaló que aparte de la pensión «Warner acordó que Siegel y Shuster serían, de ahora en adelante, acreditados como los creadores de Superman en todos los cómics, series de televisión y películas».
En 1976, un año después de este acuerdo, el periodo del copyright se extendió otra vez, ahora por otros 19 años, dando un total de 75 años. Sin embargo, esta vez se insertó una cláusula a la extensión para permitirles a los autores reclamar su trabajo, reflejando los argumentos planteados por Siegel y Shuster en 1973. La nueva ley entró en vigencia en 1978 y permitió un periodo de reclamaciones basado en el periodo previo de copyright de 56 años. Esto significó que los derechos sobre Superman podrían ser reclamados entre 1994 y 1999, basándose en la fecha inicial de publicación de 1938. Jerry Siegel murió en enero de 1996, por lo que su esposa y su hija llenaron un aviso de término de concesión de copyright en 1999. Joe Shuster murió en julio de 1992 y sus sucesores no presentaron ninguna reclamación.
En 1998 el periodo de copyright se extendió nuevamente, esta vez por la ley Sonny Bono Copyright Term Extension Act, a 95 años y con un nuevo periodo para realizar reclamaciones.
Warner Bros. y los Siegel entraron en conversaciones para resolver los problemas generados por la notificación de término; sin embargo, el acuerdo no llegó a materializarse de acuerdo a los Siegel, por lo que entablaron una demanda alegando infracción de copyright por parte de Warner Bros en octubre de 2004. Por su parte, Warner Bros contraatacó, afirmando que la notificación de término tiene defectos, entre otros argumentos.

El 26 de marzo de 2008, el juez Stephen Larson, de la corte de distrito del Distrito Central de California dictaminó que los herederos de Siegel tenían derecho a reclamar una parte del copyright en los Estados Unidos. El dictamen no afecta los derechos internacionales, que Time Warner posee sobre el personaje a través de DC. Deberán acordarse por medio de juicios, temas como la cantidad de dinero que corresponde a los herederos de Siegel y si sus derechos se extienden a las obras derivadas como las versiones cinematográficas, aunque cualquier compensación será solo aplicable a las obras publicadas desde 1999.

 Sin embargo, el 10 de enero de 2013, la corte de apelaciones revocó el fallo tras considerar que el acuerdo de 2001 se había efectuado bajo la conformidad de ambas partes. Por lo tanto, los derechos de Superman permanecen en poder Warner Bros. y DC Comics.
Por su parte, en enero de 2004, Mark Peary, sobrino y heredero legal del patrimonio de Joe Shuster, llevó una notificación legal sobre su propósito de reclamar la mitad de Shuster del copyright, la terminación efectiva en 2013. La demanda se cerró finalmente el 21 de noviembre de 2013 con un veredicto favorable a Warner Bros., basándose en un acuerdo de 1992 con los parientes de Shuster, donde se les ofrecía una renta vitalicia de USD 25 000, a cambio de renunciar a futuras demandas.
Del mismo modo, en el año 2002, la esposa y la hija de Siegel presentaron una nota de término de derechos de reproducción del personaje de Superboy, que recibió un veredicto a su favor el 23 de marzo de 2006.
Sin embargo, el 27 de julio de 2007, la misma corte emitió un comunicado revirtiendo la resolución del 23 de marzo de 2006. Sin embargo, Warner objetó esta resolución recibiendo finalmente un fallo favorable el 18 de abril de 2013, que consideró que los derechos de Superboy estaban incluidos en el acuerdo que los Siegels negociaron en 2001.

## Personaje
Esta sección detalla los elementos más consistentes de la narrativa de Superman en las innumerables historias publicadas desde 1938.

### Superman
En Action Comics # 1 (1938), Superman nace en un mundo extraño a una especie tecnológicamente avanzada que se parece a los humanos. Poco después de nacer, su planeta se destruye en un cataclismo natural, pero el padre científico de Superman previó la calamidad y salva a su hijo bebé enviándolo a la Tierra en una pequeña nave espacial. Lamentablemente, la nave es demasiado pequeña para llevar a alguien más, por lo que los padres de Superman se quedan atrás y mueren. Las primeras tiras de periódicos nombran el planeta "Krypton", el bebé "Kal-L" y sus padres biológicos "Jor-L" y "Lora"; sus nombres fueron cambiados a "Jor-el" y "Lara" en una novela de 1942 de George Lowther. La nave aterriza en el campo estadounidense, donde los Kents, una pareja de agricultores, descubren al bebé.
Los Kents nombran al niño Clark y lo crían en una comunidad agrícola. Un episodio de la serie de radio de 1947 ubica a esta comunidad anónima en Iowa. Se llama Smallville en Superboy # 2 (junio de 1949). La película de Superman de 1978 lo colocó en Kansas, como lo han hecho la mayoría de las historias de Superman desde entonces. New Adventures of Superboy# 22 (octubre de 1981) lo coloca en Maryland.
En Action Comics # 1 y en la mayoría de las historias anteriores a 1986, los poderes de Superman comienzan a desarrollarse en la infancia. Desde 1944 hasta 1986, DC Comics publicó regularmente historias de las aventuras de la infancia y la adolescencia de Superman, cuando se hacía llamar "Superboy". En Man of Steel # 1, los poderes de Superman surgieron más lentamente y comenzó su carrera de superhéroe como adulto.
Los Kents le enseñan a Clark que debe ocultar sus orígenes de otro mundo y usar sus fantásticos poderes para hacer el bien. Clark crea la identidad disfrazada de Superman para proteger su privacidad personal y la seguridad de sus seres queridos. Como Clark Kent, usa anteojos para disfrazar su cara y usa su traje de Superman debajo de su ropa para que pueda cambiarse en cualquier momento. Para completar este disfraz, Clark evita la confrontación violenta, prefiriendo escabullirse y cambiarse a Superman cuando surge el peligro, y sufre un ridículo ocasional por su aparente cobardía.
En Superboy # 78 (1960), Superboy hace su disfraz con las mantas indestructibles que se encuentran en el barco en el que vino a la Tierra. En Man of Steel # 1 (1986), Martha Kent hace el disfraz con tela fabricada por el hombre, y se vuelve indestructible por un "aura" que proyecta Superman. La "S" en el pecho de Superman al principio era simplemente una inicial de "Superman". Al escribir el guion de la película de 1978, Tom Mankiewicz lo convirtió en el escudo de la familia kryptoniana de Superman. Esto se trasladó a algunas historias de cómics y películas posteriores, como Man of Steel. En la historia cómica Superman: Birthright, la cresta se describe como un antiguo símbolo kryptoniano para la esperanza.
Clark trabaja como periodista periodístico. En las primeras historias, trabajó para The Daily Star, pero el segundo episodio de la serie de radio cambió esto al Daily Planet. En los cómics de principios de la década de 1970, Clark trabajó como periodista de televisión (un intento de modernizar el personaje). Sin embargo, para la película de 1978, los productores optaron por convertir a Clark en un periodista de nuevo porque así era como la mayoría del público pensaba en él.
La primera historia en la que Superman muere fue publicada en Superman # 149 (1961), en la cual es asesinado por Lex Luthor por medio de kryptonita. Esta historia era "imaginaria" y, por lo tanto, fue ignorada en libros posteriores. En Superman # 188 (abril de 1966), Superman es asesinado por la radiación de kryptonita, pero uno de sus doppelgangers de Android revive el mismo problema. En la década de 1990, la historia de La muerte y el regreso de Superman, después de una batalla mortal con Doomsday, Superman murió en Superman # 75 (enero de 1993). Más tarde fue revivido por el Erradicador. En Superman # 52 (mayo de 2016) Superman es asesinado por envenenamiento con kryptonita, y esta vez no es resucitado, sino que es reemplazado por el Superman de una línea de tiempo alternativa, hasta que en un tiempo, es revivido al ser extraído del envenenamiento con kryptonita.
Superman mantiene un escondite secreto llamado "Fortaleza de la Soledad", que se encuentra en algún lugar del Ártico. Aquí, Superman guarda una colección de recuerdos y un laboratorio para experimentos científicos. En Action Comics # 241, la Fortaleza de la Soledad es una cueva en una montaña, sellada con una puerta muy pesada que se abre con una llave gigantesca demasiado pesada para que la use cualquier persona que no sea Superman. En la película de 1978, la Fortaleza de la Soledad es una estructura hecha de hielo. La película El hombre de acero retrata la Fortaleza como una nave de exploración kryptoniana enterrada profundamente debajo de la roca y el hielo.

### Clark Kent

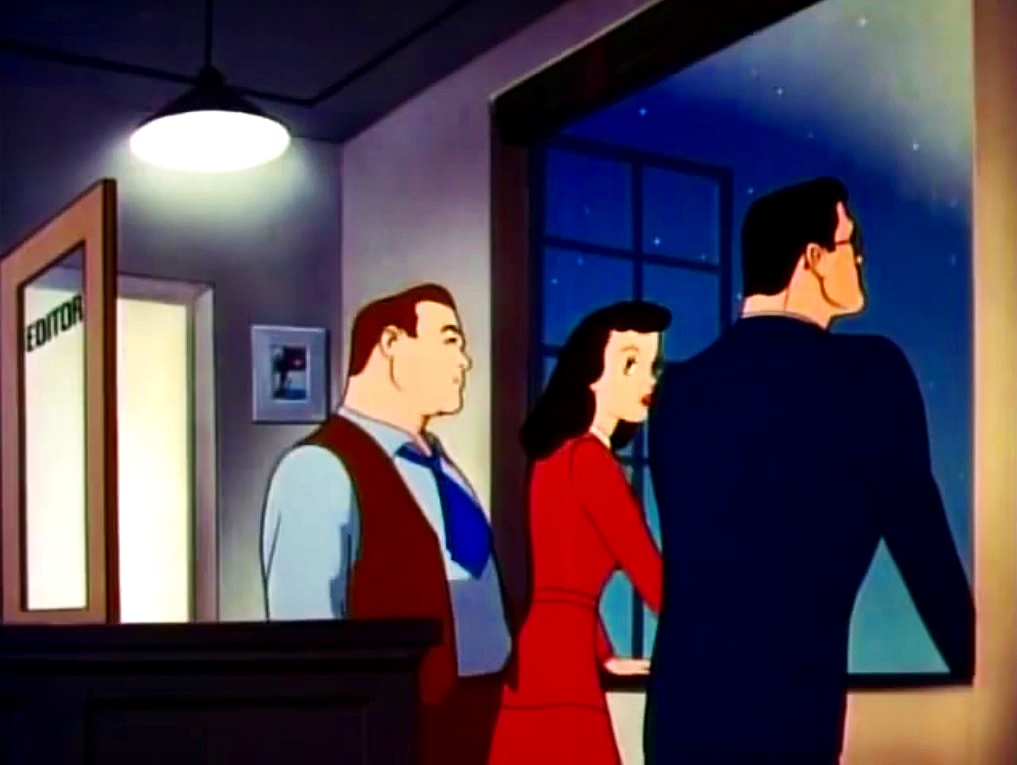
Captura del cortometraje El Telescopio Magnético (1942) que muestra a Perry White, Lois Lane y Clark Kent mirando por la ventana los efectos de la actuación del científico sin escrúpulos.

La identidad secreta de Superman es Clark Joseph Kent, reportero del Daily Planet. Aunque su nombre e historia fueron tomados de sus primeros años con sus padres adoptivos de la Tierra, todo sobre Clark fue organizado en beneficio de su identidad alternativa: como reportero del Daily Planet, recibe noticias de última hora ante el público en general. una razón plausible para estar presente en las escenas del crimen, y no necesita explicar estrictamente su paradero siempre que cumpla con los plazos de su historia. Él ve su trabajo como periodista como una extensión de sus responsabilidades de Superman: llevar la verdad al frente y luchar por el pequeño. Cree que todo el mundo tiene derecho a saber lo que sucede en el mundo, independientemente de quién esté involucrado.
Para desviar la sospecha de que él es Superman, Clark Kent adoptó una personalidad en gran parte pasiva e introvertida con gestos conservadores, una voz más aguda y un ligero encorvamiento. Esta personalidad se describe generalmente como "afable", quizás el más famoso por la narración de apertura del corto teatral de animación Superman de Max Fleischer. Estos rasgos se extendieron al guardarropa de Clark, que generalmente consiste en un traje de negocios de colores suaves, una corbata roja, anteojos de montura negra, cabello peinado hacia atrás y ocasionalmente un sombrero de fieltro. Clark usa su disfraz de Superman debajo de su ropa de calle, lo que permite cambios fáciles entre las dos personas y el gesto dramático de rasgarle la camisa para revelar el familiar emblema "S" cuando entra en acción. Superman suele guardar su ropa de Clark Kent comprimida en una bolsa secreta dentro de su capa, aunque algunas historias lo han mostrado dejando su ropa en algún lugar secreto (como el almacén del Daily Planet) para su posterior recuperación.
Como alter ego de Superman, la personalidad, el concepto y el nombre de Clark Kent también se han arraigado en la cultura popular, convirtiéndose en sinónimo de identidades secretas y frentes inocuos para motivos y actividades ocultos. En 1992, el cocreador de Superman, Joe Shuster, le dijo al Toronto Star que el nombre derivaba de los protagonistas cinematográficos de la década de 1930, Clark Gable y Kent Taylor, pero la personalidad del cómic Harold Lloyd y él mismo del cine mudo con gafas. Otra posibilidad, quizás más probable, es que Jerry Siegel sacó de su propio amor por los héroes pulp Doc Clark Savage y La Sombra alias Kent Allard. Esta idea se expresó notablemente en el libro Men of Tomorrow: Geeks, Gangsters, and the Rise of the American Comic Book. El segundo nombre de Clark se da de diversas formas, ya sea como Joseph, Jerome o Jonathan, y todos son alusiones a los creadores Jerry Siegel y Joe Shuster.
En los cómics que se publican actualmente, luego de un reinicio de la continuidad tras los eventos New 52 y Rebirth, Clark Kent está casado con Lois Lane y, ambos, tienen un hijo llamado Jon Kent, quien es el actual Superboy.

### Personalidad
En las historias originales de Siegel y Shuster, Superman era rudo y agresivo. El personaje se entrometía para detener a estafadores, gánsteres, linchamientos y casos de violencia doméstica, con una forma de actuar más brutal que la que tiene hoy en día y con un código moral menos estricto que al que están acostumbradas las audiencias actuales. Guionistas posteriores suavizaron al personaje y le infundieron un sentido de idealismo y un código moral de conducta. Aunque no tenía la sangre tan fría como Batman en sus primeras historias, el Superman que aparecía en los cómics de la década de 1930 no se preocupaba del daño que su fuerza pudiese causar, lanzando villanos de manera que lo más probable era que murieran, si bien dichas muertes rara vez fueron mostradas en forma explícita. Esto llegó a su fin en el año 1940, cuando el nuevo editor Whitney Ellsworth instituyó un código de conducta obligatorio para sus personajes, prohibiéndole a Superman matar. Este cambio se reflejó en las mismas historias donde, ocasionalmente, ya fuera en la narrativa o en el diálogo, Superman recordaba haber jurado nunca tomar una vida humana y que, de llegar a hacerlo, colgaría su capa simbólicamente y se retiraría.
El personaje actual se adhiere a un estricto código moral, que se atribuye frecuentemente a los valores de la región del medio oeste estadounidense con los que fue educado. Dentro del universo ficticio de DC comics, su compromiso a operar dentro de la ley ha sido un ejemplo para muchos héroes, pero ha creado resentimiento en otros, que se refieren a él como el «gran boy scout azul». Superman ha permanecido bastante inflexible al respecto, causando tensión en la comunidad de superhéroes, en especial con la Mujer Maravilla, después de que ella asesinó a Maxwell Lord.
Como parte de su historia siempre incluye la pérdida de su planeta natal Krypton, el personaje de Superman se muestra generalmente muy sobreprotector con la Tierra, y en particular con la familia y amigos de Clark Kent. Esta misma pérdida, combinada con la presión por usar sus poderes en forma responsable, le provoca una sensación de estar solo en el planeta, a pesar de sus amigos, esposa y padres adoptivos. Encuentros con personajes que él creyó que eran también kryptonianos, como Power Girl —que es, de hecho, del Krypton del universo de Tierra-2— y Mon-El, lo han decepcionado.

La llegada de Supergirl, que fue confirmada no solo como de Krypton, sino que además como su prima, logró aliviar un poco su soledad.
En Superman/Batman 3 (diciembre de 2003), escrito por Jeph Loeb, Batman comentó: «es una dicotomía remarcable. De varias formas, Clark es el más humano de todos nosotros. Entonces... dispara fuego desde los cielos y es difícil no pensar en él como un dios. Y que afortunados somos de que eso no se le ocurre».
Más tarde, durante el inicio de Infinite Crisis, Batman lo reprendió por identificarse demasiado con la humanidad y fallar en procurar el fuerte liderazgo que los superhumanos necesitaban.
Superman: Birthright estableció que Superman fuera un vegetariano estricto.

### Otras versiones
Tanto el multiverso establecido por la editorial en los años 1960 como la línea de cómics Elseworlds creada en 1989 le permitieron a los escritores crear variantes de Superman, con diferencias de nacionalidad, raza o moralidad. Junto con estas visiones alternativas, varios personajes han asumido el título de Superman, especialmente durante la historia «La Muerte de Superman», donde cuatro nuevos personajes intentaron clamar el título para sí mismos. Por otra parte, el personaje Bizarro creado en 1958 es un extraño e imperfecto duplicado de Superman. Otros miembros de la familia de personajes de Superman también han poseído el prefijo Super-, incluyendo a Supergirl, el Superperro y Superwoman.
Fuera de las publicaciones de DC, la notoriedad adquirida por el arquetipo de Superman o Übermensch lo hace una figura popular para ser representada por analogías en continuidades completamente sin relación.
Ejemplos
- Tanto como Hiperión y Sentry de Marvel Comics se inspiraron en Superman.
- Tanto en la serie y su cómic, el personaje de The Boys llamado Homelander es una versión corrupta de Superman.
- En Invencible el personaje Omni-Man tiene parte de la historia de Superman mezclando con la historia de Super Sayan de Dragon Ball
- En el film Brightburn, la trama es similar a Man of Steel pero con la diferencia que se vuelve villano

## Poderes, habilidades y debilidades

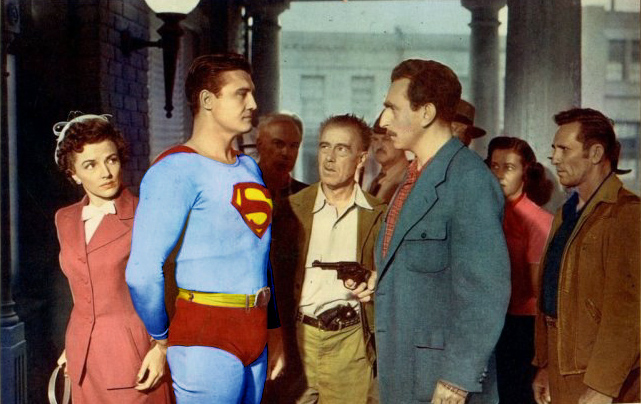
Escena de Superman and the Mole Men, protagonizada por George Reeves.

Superman posee extraordinarios poderes y se le describe tradicionalmente como «más rápido que una bala, más poderoso que una locomotora, capaz de saltar altos edificios de un solo salto», frase original de Jay Morton y que fue usada por primera vez en los seriales de radio de Superman y los cortos animados de Max Fleischer, así como en la serie de TV de los años 50.
Durante la mayor parte de su existencia, el famoso arsenal de poderes de Superman ha incluido vuelo, superfuerza, invulnerabilidad, supervelocidad, poderes de visión (rayos x, calorífica, telescópica, infrarroja, y microscópica), superoído, y superaliento, el cual le permite soplar a temperaturas congelantes así como ejercer la fuerza de un viento huracanado.
En su concepción original y como fue presentado en sus primeras historias, los poderes de Superman eran relativamente limitados, consistiendo en fuerza sobrehumana capaz de levantar un auto sobre su cabeza, correr a velocidades increíbles y saltar una distancia de cuatrocientos metros en un salto, así como una piel muy dura que no puede ser atravesada por nada o algo más débil que la explosión de un proyectil de artillería. Siegel y Shuster compararon esta fuerza y habilidades de salto con las de una hormiga y un saltamontes.
Cuando los hermanos Fleischer estaban creando la serie animada, les resultó complicado animar a Superman saltando frecuentemente, por lo que le pidieron a DC cómics que cambiase su habilidad a vuelo. Esto era conveniente, en especial para filmaciones de cortos que de otra manera habrían gastado un valioso tiempo en mover a Clark Kent de lugar a lugar.
Los guionistas incrementaron gradualmente los poderes de Superman a niveles mucho mayores durante la Edad de Plata, en la cual Superman podía volar a otros mundos y galaxias e incluso cruzar universos con relativa facilidad. Frecuentemente volaría a través del sistema solar para detener meteoros que se dirigiesen a la Tierra, o incluso, solo para tener un momento de tranquilidad. Como consecuencia, los mismos guionistas encontraron cada vez más difícil el escribir historias donde Superman sufriera retos creíbles, por lo cual DC realizó varios intentos de controlar las habilidades del personaje. El más significativo, llevado a cabo por John Byrne en 1986, estableció varios límites infranqueables a sus habilidades: apenas puede sobrevivir un impacto nuclear y sus habilidades de vuelo espacial están limitadas a su capacidad de mantener el aliento; posteriormente una debilidad de cuidado que se le atribuiría sería el poder que la magia posee sobre él la cual lo afecta a nivel humano (es decir, al igual que los seres humanos es fácilmente vulnerable a la naturaleza sobrenatural de la magia), por ello ataques mágicos y seres sobrenaturales son capaces de herirlo o ponerlo en peligro de muerte aun si son técnicamente más débiles que él. Los niveles de poder de Superman han ido incrementándose de nuevo desde entonces y ahora posee la fuerza necesaria para lanzar montañas, soportar impactos nucleares con facilidad, volar dentro del Sol sin sufrir daños y sobrevivir al vacío del espacio sin oxígeno.
La fuente de los poderes de Superman ha ido cambiando sutilmente a lo largo de su historia. Al principio, se dijo que sus habilidades provenían de su herencia kryptoniana, lo cual lo hacía mucho más evolucionado que los humanos. Esto cambió pronto y el origen de sus poderes se atribuyó a que la gravedad del planeta Krypton era mucho mayor que en la Tierra, situación similar a la del personaje John Carter de Edgar Rice Burroughs. Mientras los poderes de Superman crecían, la implicancia de que todos los kryptonianos hubiesen tenido los mismos poderes se volvió un problema para los escritores, dado que una raza de seres de esa magnitud hubiese sido difícil de exterminar tan solo con la explosión de su planeta natal. Para contrarrestar esto, los escritores establecieron que los kryptonianos, cuya estrella nativa Rao era roja, solo adquirían poderes estando bajo los rayos de un sol amarillo. Historias más recientes han intentado establecer un balance entre ambas explicaciones. En la historia de Kingdom Come, ubicada décadas en el futuro, Luthor comenta que a esa edad Superman ha acumulado tanta energía solar amarilla en su cuerpo que ya ni siquiera la kryptonita es capaz de matarlo.
Superman es vulnerable a la kryptonita verde, deshecho mineral de Krypton transformado en un material radioactivo por las mismas fuerzas que destruyeron el planeta. La exposición a la radiación de la kryptonita verde anula los poderes de Superman y lo inmoviliza, sufriendo dolores y náuseas; la exposición prolongada puede significarle la muerte. El único material en la Tierra que puede protegerlo de la kryptonita es el plomo, al bloquear la radiación. El plomo es también la única sustancia conocida a través de la cual Superman no puede ver usando su visión de rayos X. La kryptonita fue creada y presentada al público en 1943, en el serial de radio, para permitirle al actor de Superman, Bud Collyer, tomarse un descanso. Aunque la kryptonita verde es su forma más común, guionistas han introducido muchas variantes a través de los años: roja, dorada, azul, blanca y negra, cada una con su propio efecto específico.
En la realidad de los Nuevos 52, se pensó por mucho tiempo que los poderes de Superman estaban un poco reducidos, pero a decir verdad, estos varían bastante, ya que pueden ser desde exagerados cuando él lo desea, hasta bastante simples, pero aun así conserva casi los mismos poderes y desventajas que su versión anterior, aun capaz de ser afectado por la kryptonita y la energía solar roja.
https://elrincondelcomicymanga.blogspot.com/2024/07/porque-superman-es-vulnerable-la-magia.html
Aunque también tiene una vulnerabilidad con la magia que aunque no lo priva de sus poderes, puede vulnerarlo y lastimarlo dependiendo del tipo de magia y su nivel de potencia, al tratarse de una energía de tipo sobrenatural, su aura bio eléctrica no posee defensas contra la magia, también este Superman es bastante más veloz que su predecesor teniendo un mejor uso de las fuerzas de velocidad, y siendo casi igual de fuerte, al ser este capaz de cargar pesos increíbles e imposibles, como el peso de la tierra, que es de casi 6 sextillones de toneladas métricas, una hazaña algo parecida a aquella ocasión en All Star Superman en la que Superman, con una carga exagerada de energía solar, carga con una sola mano 200 quintillones de toneladas sin mayor esfuerzo. Además, Superman es vulnerable a la magia (sobrenatural), pudiendo ser derrotado cuando se le ataca con ella, por lo que el personaje Shazam! ha logrado derrotarle cuando ambos se han enfrentado.
También se han visto los cambios de sus poderes y derivaciones en las películas del personaje, siendo el cambio mayor en los dibujos animados, como da a entender en "Superman All Star" al cargar el objeto más denso y pesado creado por el hombre en la Luna con un peso de 200 quintillones de toneladas. También se ha demostrado que es más rápido que la velocidad de la luz en "Superman la película" dejando entrever que el personaje no solo es capaz de regresar el tiempo, sino de viajar en el mismo e incluso crear portales a universos paralelos. Otro de los poderes que se muestran en los nuevos dibujos animados del superhéroe es su capacidad de expandir su propio campo electromagnético (Superman All Star) siendo así, capaz de mover objetos sin tener que tocarlos físicamente, crear campos de fuerza alrededor no solo de él, sino de más personas u objetos y la capacidad de manipular objetos electrónicos a distancia.
También se han visto cambios en los poderes de Superman en los filmes cinematográficos del mismo, siendo la prueba de esto la última película del héroe estrenada en junio del año 2013 bajo el nombre de "El Hombre de Acero" en la cual nos muestra a un Superman con ciertas limitaciones en el uso de sus poderes como serían su capacidad de vuelo, la cual, dejando atrás su habilidad de volar a la velocidad de la luz nos deja conformes con que el personaje pueda rebasar la barrera del sonido.

## Personajes secundarios
Clark Kent, la identidad secreta de Superman, se basó parcialmente en Harold Lloyd, mientras que su nombre surgió de la combinación de los nombres de los actores Clark Gable y Kent Taylor. Se han discutido diferentes versiones acerca de si Superman finge ser Clark Kent o viceversa, y la publicación ha adoptado ambas perspectivas a lo largo del tiempo.
Aunque trabaja como reportero de periódico típicamente, durante los años 1970 el personaje dejó su empleo en el Daily Planet para incursionar en la televisión por un tiempo, mientras que en la renovación llevada a cabo por John Byrne en los años 1980, el personaje se volvió algo más agresivo y activo. Esta agresividad ha ido desapareciendo a medida que autores posteriores han ido devolviéndole al personaje su timidez clásica.
El amplio reparto de personajes secundarios de Superman incluye a Lois Lane, quien quizás sea el personaje más comúnmente asociado con Superman, siendo retratada en distintos momentos como colega, competidora, interés amoroso o esposa. Otros personajes secundarios importantes son sus compañeros de trabajo del Daily Planet como el fotógrafo Jimmy Olsen y el editor Perry White, sus padres adoptivos Jonathan y Martha Kent, su primer amor Lana Lang, su mejor amigo Pete Ross y su previo interés amoroso universitario Lori Lemaris (una sirena). Historias que aluden a la posibilidad de Superman teniendo hijos han sido exploradas tanto fuera como dentro de la continuidad principal.

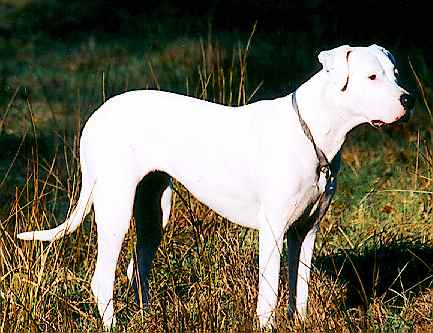
Krypto, el superperro, un can blanco como el de la fotografía, porta una capa roja característica, idéntica a la de Superman, y es uno de los pocos supervivientes de la destrucción de Krypton.

Encarnaciones de Supergirl; Krypto, el Superperro y Superboy han sido importantes personajes en el mito, así como la Liga de la Justicia de América, de la cual Superman es miembro regular. Una cualidad compartida por varios personajes secundarios es que poseen nombres aliterados, especialmente con las iniciales «LL», incluyendo a Lex Luthor, Lois Lane, Linda Lee, Lana Lang, Lori Lemaris y Lucy Lane. La aliteración era un factor común en los cómics antiguos.
La cooperación con otro icono del cómic, Batman, es común en la historia de Superman, inspirando muchas historias a través de las décadas. Juntos, se les llama comúnmente los «World's Finest» («los Mejores del Mundo») como un guiño al nombre de una serie de cómics que los tuvo de principal atracción y que presentó muchas de sus historias en conjunto. En el año 2003, DC comenzó a publicar una nueva serie protagonizada por ambos personajes titulada Superman/Batman.
En la aclamada novela gráfica Kingdom Come, después de la muerte de Lois Lane a manos del Joker, Superman decide retirarse y colgar su manto. Wonder Woman le pide que regrese a su lucha contra el crimen. Creando una intimidad entre ellos que se puede observar a lo largo de la novela. Al final forman una pareja y tienen 5 hijos.
El principal enemigo de Superman es Lex Luthor, quien ha sido visto de distintas maneras a través de los años, ya sea como un genio científico con una vendetta personal contra el superhéroe, o como un poderoso, pero corrupto CEO de un conglomerado llamado LexCorp que cree que Superman está interfiriendo negativamente con el progreso de la humanidad con sus esfuerzos heroicos. En la década de 2000, incluso fue elegido presidente de los Estados Unidos, y se le ha presentado a veces como un amigo de la infancia de Clark Kent. El androide alienígena (en la mayoría de sus representaciones) conocido como Brainiac es considerado por Richard George como el adversario de Superman más efectivo después de Luthor. Darkseid, uno de los seres más poderosos del Universo DC, es también uno de sus némesis más formidables en la mayoría de los cómics Post-Crisis. Otros enemigos importantes que se han presentado en distintas encarnaciones del personaje, desde los cómics a las películas y la televisión, son el duende de la quinta dimensión Mr. Mxyzptlk, Doomsday que fue creado por científicos kryptonianos, el clon imperfecto de Superman conocido como Bizarro, y el criminal kryptoniano General Zod, entre muchos otros.

## Recepción
Superman es visto como un icono cultural estadounidense y como el primer superhéroe de los cómics, en la pantalla grande y en nuestra forma de vivir.

Sus aventuras y popularidad han establecido al personaje como una fuente de inspiración en los ojos del público, inspirando a músicos, comediantes y escritores. Conceptos propios del cómic han sido asimilados por la cultura popular, de manera que la kryptonita puede usarse como sinónimo de talón de Aquiles y en inglés Brainiac y Bizarro se utilizan para indicar inteligencia extrema y lógica inversa.

Igualmente, la frase «no soy Superman» o «no eres Superman» es un modismo usado para sugerir vulnerabilidad.

### Inspirando un mercado
El éxito inicial del personaje influenció la creación de varios personajes similares.

Batman fue el primero en aparecer; Bob Kane le comentó a Vin Sullivan que dada la «cantidad de dinero [que Siegel y Shuster estaban ganando], tendrás otro para el lunes». Victor Fox, contador de DC, también notó los ingresos que generaban los cómics y le encargó a Will Eisner que crease un personaje deliberadamente similar a Superman. Hombre Maravilla fue publicado en mayo de 1939 y, aunque DC logró ganar una demanda argumentando plagio,
Fox ya había decidido cesar la publicación del personaje. Fox más tarde tuvo más éxito con Blue Beetle. Capitán Marvel, de Fawcett Comics, fue creado en 1940 y se convirtió en el principal rival en términos de popularidad con Superman a través de los años 1940, y también fue objeto de un litigio en el cual Fawcett aceptó un acuerdo en 1953, el cual involucraba cesar toda publicación de las aventuras del personaje.
Los cómics de superhéroes hoy en día son el género dominante en las publicaciones de cómics en América, con varios miles de personajes creados desde la invención de Superman.

### Comercialización

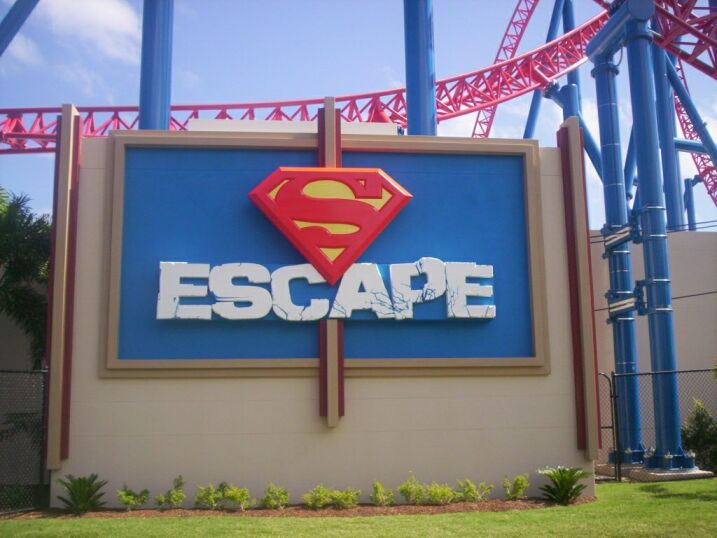
El logo de Superman representa por sí solo al personaje. En la fotografía, el logo en la montaña rusa Superman Escape del parque Movie World. Warner Bros en Australia.

Superman se volvió rápidamente muy popular, con un título adicional, Superman Quarterly, creado a la brevedad. En 1940 el personaje fue representado por primera vez en el desfile del día de Acción de Gracias de Macy's. De hecho, Superman se había vuelto tan popular para 1942, con las ventas de sus tres revistas combinadas superando los 1,5 millones de ejemplares, que la revista Time reportó que «el Departamento de la Marina [había] ordenado que los cómics de Superman debían ser incluidos entre las provisiones básicas esenciales destinadas al cuartel de Marines en las Islas Midway». El personaje fue licenciado por compañías interesadas en obtener ganancias de su popularidad a través de productos comerciales. El producto más antiguo data de 1939 y es un botón proclamando membresía en el club de los Supermen of America. Para 1940, la cantidad de mercancía disponible se había incrementado drásticamente, con rompecabezas, muñecos de papel, goma de mascar y tarjetas coleccionables, así como figuras de madera y metal. La popularidad de la mercancía aumentó cuando Superman fue licenciado para aparecer en otros medios; Les Daniels escribió que esto representó «el principio del proceso que magnates de los medios describirían décadas después como "sinergia"». Para la exhibición de Superman Returns, Warner Bros. tenía asegurada una promoción conjunta con Burger King y varios productos relacionados con la venta.
El atractivo de los productos con la licencia de Superman se basa en la popularidad constante del personaje, un atractivo mercado y el estatus del escudo de «S», el estilizado emblema rojo y amarillo con una “S” que Superman lleva en su pecho, como un símbolo de moda.
El escudo de «S» por sí solo ha sido usado frecuentemente en medios de comunicación para simbolizar el personaje de Superman. Ha sido incorporado en la apertura y/o cierre de créditos de varias películas y series de televisión.

### Adaptaciones a otros medios

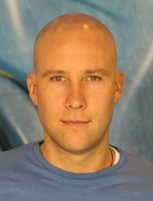
Michael Rosenbaum recibió en 2001 un Premio Saturn por su interpretación como Lex Luthor en la serie Smallville.

El personaje de Superman ha sido adaptado en múltiples medios aparte de los cómics, lo que se debe tanto a su calidad de icono cultural de los Estados Unidos, como a su continua renovación y a una buena comercialización inicial. Ha aparecido en seriales de radio, televisión y cine; largometrajes; juegos de consola y de computador.
La primera adaptación de Superman fue para una tira de prensa, que se publicó desde el 16 de enero de 1939 hasta mayo de 1966. Fue importante porque en sus primeras publicaciones Siegel y Shuster establecieron parte del pasado de Superman, añadiendo detalles como el planeta Krypton y su padre, Jor-El, conceptos que aún no habían sido establecidos en los cómics. Siguiendo al éxito de esta tira apareció la primera serie de radio: The Adventures of Superman, cuyo estreno fue el 12 de febrero de 1940 y era protagonizada por la voz de Bud Collyer como Superman. Estuvo al aire hasta marzo de 1951. Collyer también fue la voz de Superman en la serie de cortos animados producidos por los Estudios Fleischer y Estudios Famous para su lanzamiento en cines. Diecisiete cortos fueron producidos entre 1941 y 1943. Para 1948, Superman estaba de vuelta en los cines, esta vez para la serie de filmes Superman, con Kirk Alyn, el primer actor en representar a Superman en la pantalla. Lo siguió un segundo filme en 1950: Atom Man vs. Superman.
En 1951 se comisionó la creación de una serie de televisión, Aventuras de Superman, protagonizada por George Reeves, con un episodio piloto que fue presentado en las salas de cine como Superman and the Mole Men. Esta serie se extendió durante 104 episodios, entre 1952 y 1958. La siguiente adaptación fue en 1966, con una versión de Superman para el escenario de los musicales de Broadway llamada It's a Bird... It's a Plane... It's Superman. A pesar de buenas críticas, el musical cerró sus cortinas tras solo 129 presentaciones; en 1975, este mismo musical fue recreado para la televisión. Superman fue animado nuevamente, esta vez para televisión, con la serie The New Adventures of Superman, consistente en 68 cortos que se realizaron y emitieron entre 1966 y 1969; con Bud Collyer prestando su voz nuevamente a Superman. Luego, desde 1973 a 1984, ABC emitió la serie Súper amigos, esta vez animada por los estudios Hanna-Barbera.

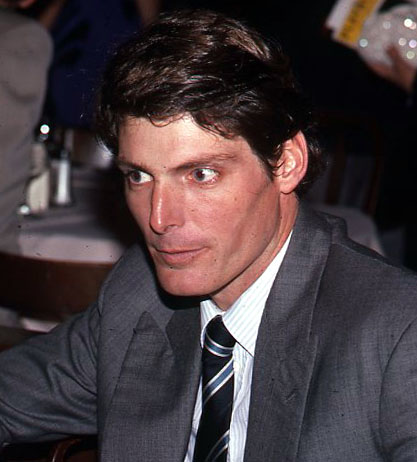
Christopher Reeve interpretó a Superman en cuatro largometrajes.

Superman regresó a los cines en 1978, con Superman: la película del director Richard Donner, protagonizada por Christopher Reeve. De este filme surgieron tres secuelas, Superman II (1980), Superman III (1983) y Superman IV: The Quest For Peace (1987).
En 1988 Superman regresó a la televisión con la serie de dibujos animados Superman producida por Ruby-Spears, y con la serie con actores reales Superboy que fue emitida desde 1988 a 1992 protagonizada por John Haymes Newton en su primera temporada y Gerard Christopher en las temporadas de 2 a 4. En 1993 se estrenó Lois & Clark: The New Adventures of Superman en televisión, protagonizada por Dean Cain como Superman y Teri Hatcher como Lois Lane, que fue emitida hasta 1997. Superman: The Animated Series fue producida por Warner Bros. y su emisión en The WB Television Network fue desde 1996 a 2000.
En 2001 fue lanzada la serie de televisión Smallville protagonizada por Tom Welling, enfocándose en la adolescencia y juventud de Clark Kent antes de convertirse en Superman.

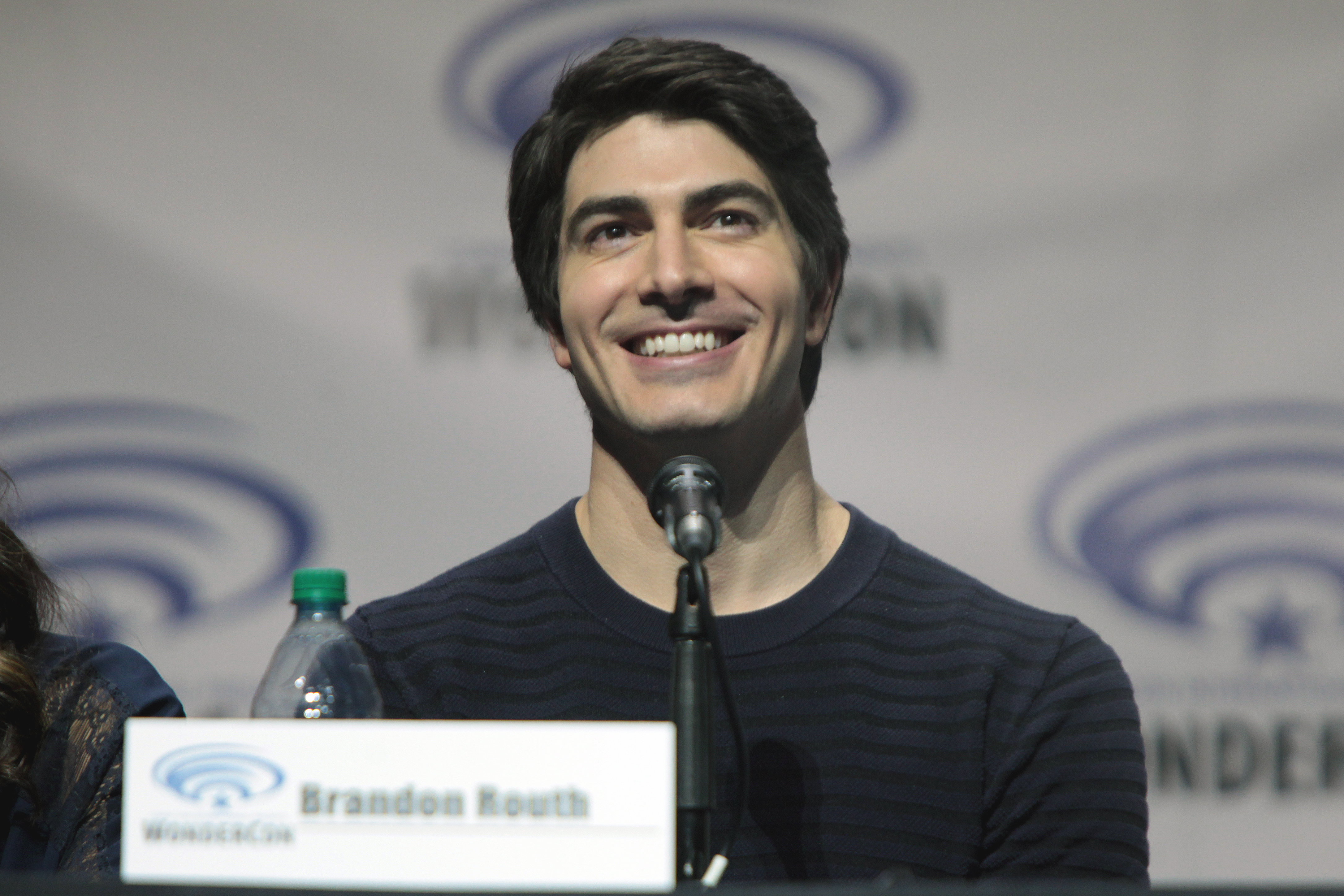
Brandon Routh interpretó al personaje en Superman Returns.

En el año 2006, Bryan Singer dirigió Superman Returns, una especie de secuela de las películas de Reeve protagonizada por Brandon Routh como Superman.
En el año 2013 se estrenó El hombre de acero (titulada originalmente en inglés Man of Steel), dirigida por Zack Snyder, producida por Christopher Nolan, escrita por David S. Goyer, y protagonizada por Henry Cavill, La película trata de recrear la franquicia del Hombre de Acero, después de la última película basada en el personaje Superman Returns, aunque esta película no tendrá continuidad con el anterior filme porque el mismo no fue tan exitoso en taquilla como se esperaba y tampoco fue muy bien aceptado por los seguidores del superhéroe.
El 20 de julio de 2013, el director Zack Snyder anunció una secuela de Man of Steel. Esta cuenta con Ben Affleck como Batman y Gal Gadot como Mujer Maravilla. El estreno de Batman v Superman: Dawn of Justice ocurrió el 25 de marzo de 2016 en los cines de Estados Unidos y Gran Bretaña. En el 17 de noviembre de 2017, repitió su papel como Superman en Justice League, y en 2021 lo repitió en Liga de la Justicia de Zack Snyder. Aparece de cameo final en la película de 2019, ¡Shazam!, su última aparición fue en la película Black Adam de 2022.
En 2023, tras el anuncio del reinicio del universo extendido de DC por parte del director James Gunn, se anunció la búsqueda de un nuevo casting para los personajes, el primero de ellos sería Superman, quien finalmente fue escogido como actor a David Corenswet, cuyo debut como el personaje fue en la película Superman estrenada el 11 de julio de 2025.